# 汪琪
汪琪（英語：Georgette wang，1948年6月17日—），生於法國巴黎，祖籍江苏吴县，台湾传播学者。
汪琪于1971年毕业于国立政治大学新闻学系。后赴美国留学，1972年获康奈尔大学传播艺术硕士学位，1977年获南伊利诺大学新闻学院博士学位。此后任台湾《综合月刊》主编，还曾任教于香港珠海学院、树仁大学新闻系。1978年出任《联合报》专栏组副主任，1979年任美国夏威夷东西文化中心研究员。1982年起，历任国立政治大学新闻研究所客座教授、所长兼系主任。1995年起，任国立中正大学电传所教授、所长。2002年出任香港浸会大学传理学院院长。此后又回到台湾国立政治大学任讲座教授，2010年退休。
汪琪曾获第九届曾虚白先生新闻学术奖，还曾担任过中华传播学会第四届理事长。